# Costilla (Nuevo México)
Costilla es un lugar designado por el censo ubicado en el condado de Taos en el estado estadounidense de Nuevo México. En el Censo de 2010 tenía una población de 205 habitantes y una densidad poblacional de 25,9 personas por km².

## Geografía
Costilla se encuentra ubicado en las coordenadas 36°58′43″N 105°32′7″O / 36.97861, -105.53528. Según la Oficina del Censo de los Estados Unidos, Costilla tiene una superficie total de 7.92 km², de la cual 7.91 km² corresponden a tierra firme y (0%) 0 km² es agua.

## Demografía
Según el censo de 2010, había 205 personas residiendo en Costilla. La densidad de población era de 25,9 hab./km². De los 205 habitantes, Costilla estaba compuesto por el 67.32% blancos, el 0% eran afroamericanos, el 1.95% eran amerindios, el 0% eran asiáticos, el 0% eran isleños del Pacífico, el 27.32% eran de otras razas y el 3.41% pertenecían a dos o más razas. Del total de la población el 80.98% eran hispanos o latinos de cualquier raza.